# 沙姆阵线
沙姆阵线（羅馬化：al-Jabhat aš-Šāmiyya，Jabhat al-Shamiyah），又译黎凡特阵线，是一个参与叙利亚内战的叙利亚逊尼派伊斯兰主义反政府武装组织，主要活跃在阿勒颇地区。该组织成立于2014年12月25日。该组织的北部分支隶属于土耳其支持的叙利亚国民军。2015年5月—6月，托派武装组织列夫·谢多夫旅短暂参加该组织。2018年，荷兰公共检察机关将其认定为恐怖组织，尽管荷兰政府此前曾向其提供支持。